# 八一广场
28°40′38″N 115°53′59″E / 28.67722°N 115.89972°E

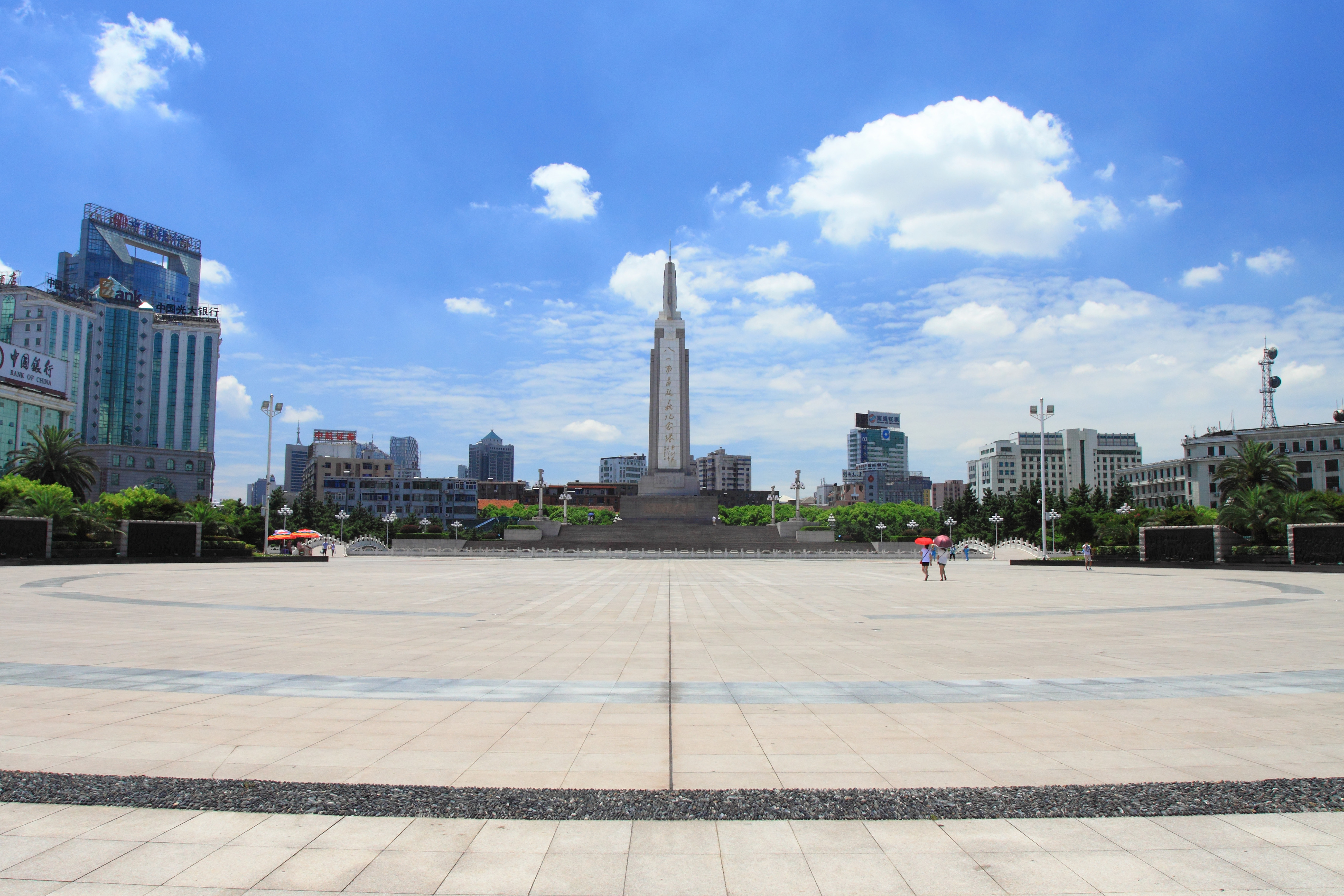
八一广场

八一广场是位于中国江西省南昌市中心的一个大型广场，面积7.8万平方米。

## 历史
始建于1952年，由时任江西省长的邵式平主持修建，原名人民广场。1977年为纪念八一起义50周年，更名为八一广场。广场南部有八一南昌起义纪念塔。1989年八九民運在南昌爆發後，人民廣場成為示威者多次集會的地點。
八一广场是南昌市区的交通枢纽，西侧是南北向的八一大道和东西向的中山路、孺子路，东侧是东西向的北京西路，均是南昌最重要的道路之一。八一广场周围分布着多幢南昌的标志性建筑，如江西省博物馆（已拆除搬迁，现在在滕王阁景区附近）、江西省展览中心、电信大楼、新华书店（曾拆除，现已重建）、百货大楼等。

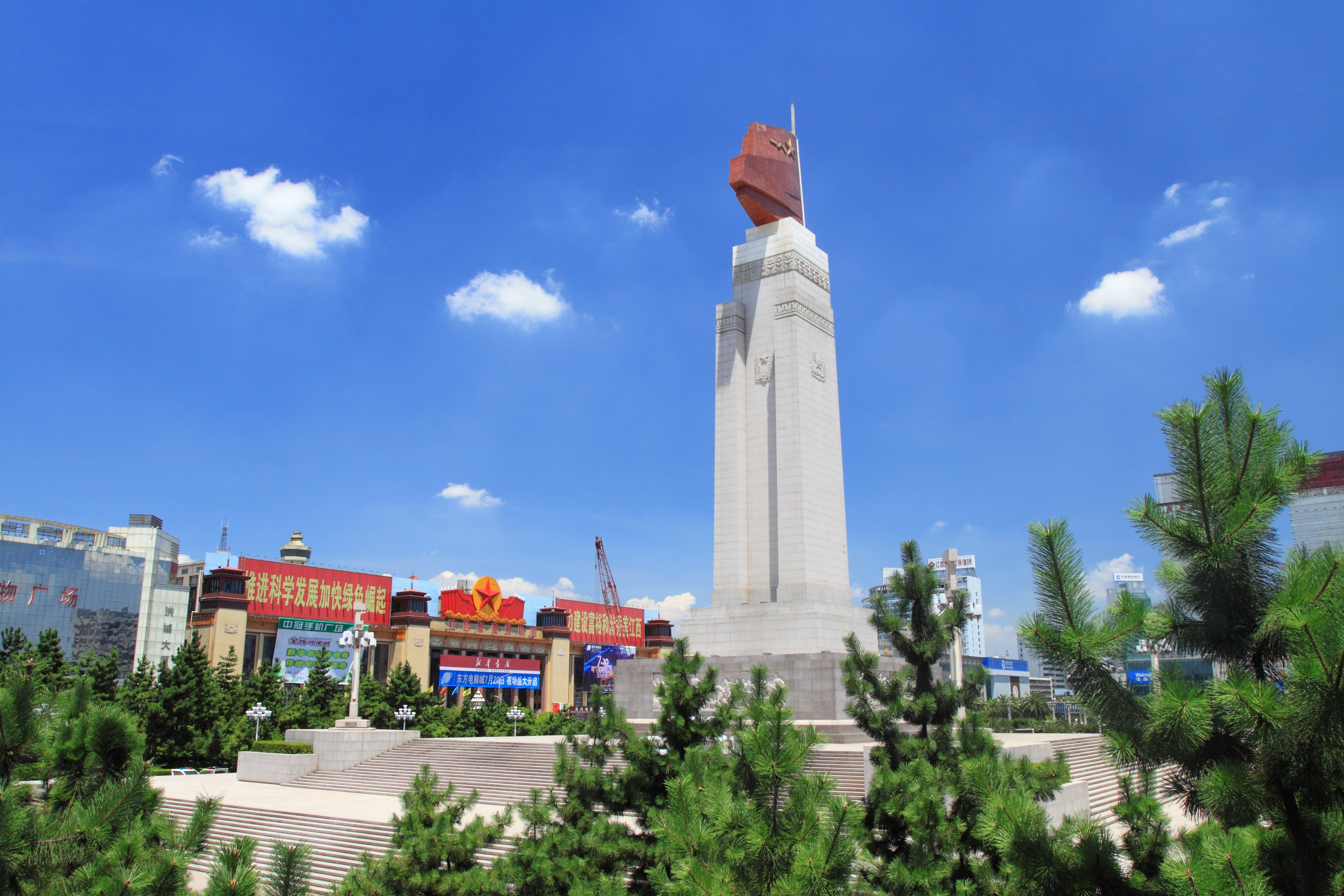
广场南部的八一南昌起义纪念塔
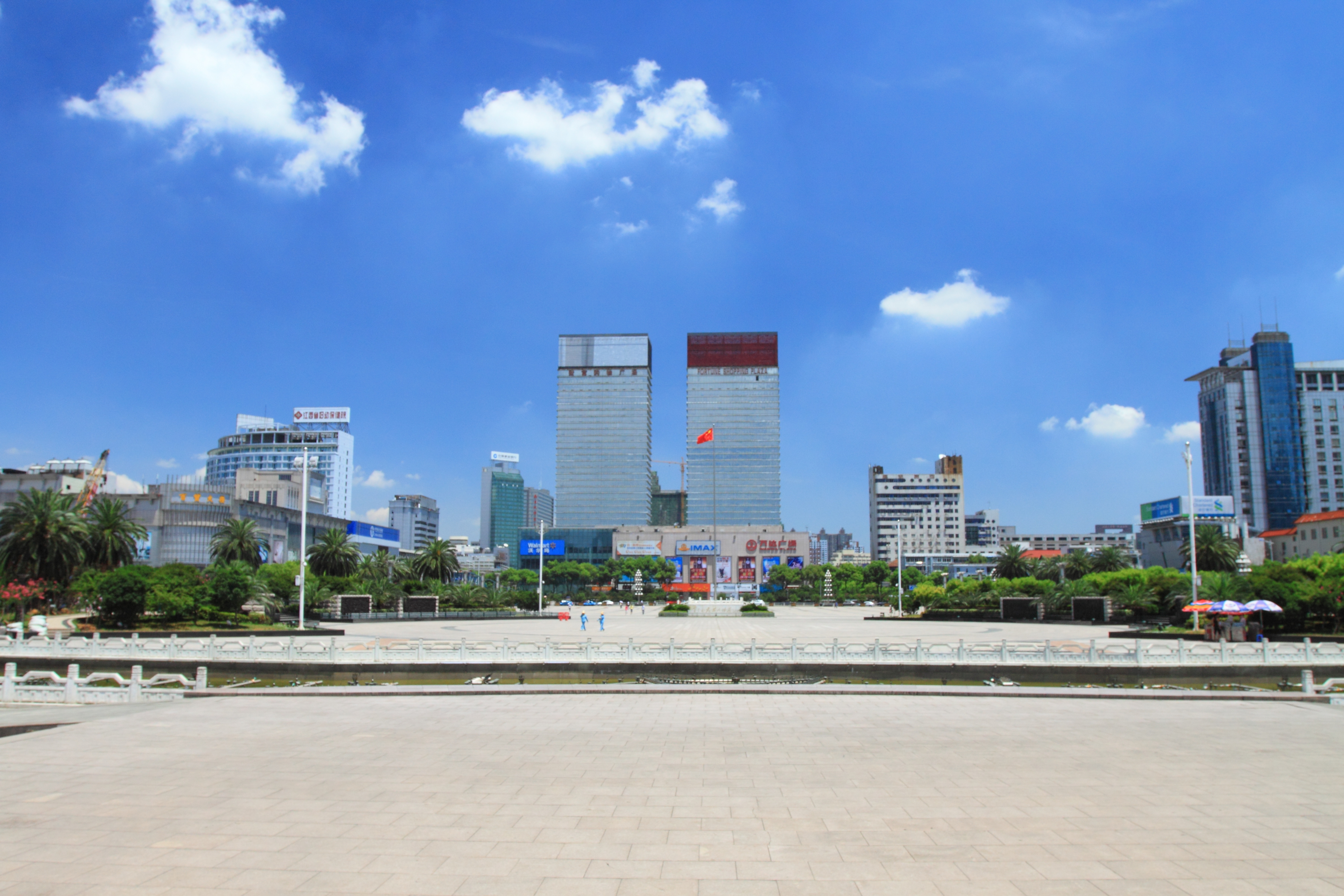
广场北部
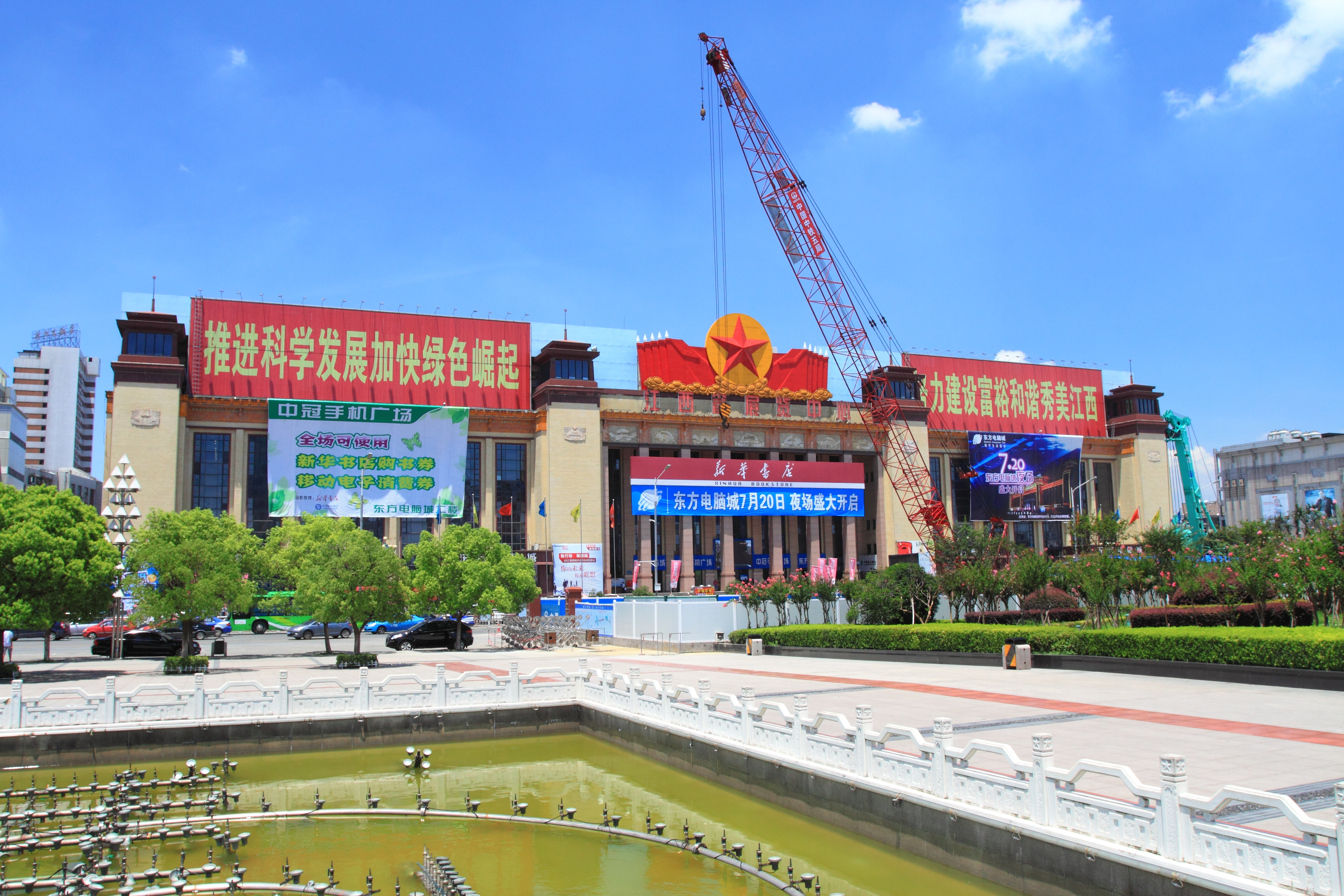
广场西侧的江西省展览中心（万岁馆）